# روث تود
روث تود (بالإنجليزية: Ruth Todd)‏ هي صحفية أمريكية، ولدت في 1961 في فينيكس في الولايات المتحدة.